# セグロサンショクヒタキ
セグロサンショクヒタキ（学名：Petroica rodinogaster）は、スズメ目オーストラリアヒタキ科サンショクヒタキ属に分類される鳥類の一種。

## 分布
オーストラリア南東部及びタスマニア。

## 形態
全長13.5cm。体色は性的二型を示す。

## 生態
餌は昆虫類で、さまざまなクモや昆虫を採食する。